# Центр перспективных технологий
НПП Центр перспективных технологий (англ. Advanced Technologies Center,ATC) — российское предприятие, работающее в области нанотехнологий. Основная уставная деятельность — разработка и создание приборов и методов сканирующей зондовой микроскопии.

## История
12 сентября 1990 года «Центр перспективных технологий» был зарегистрирован в Центральном административном округе Москвы вскоре после принятия Закона о малых предприятиях. Однако активная разработка сканирующих туннельных и атомно-силовых микроскопов серии «Скан» научной группой компании началась ещё с 1987 года. С 1993 года стартовала разработка новой серии сканирующих туннельных и атомно-силовых микроскопов «ФемтоСкан», а также принципиально нового программного обеспечения «ФемтоСкан Онлайн» для управления микроскопом через Интернет. В 2000 году малое научно-производственное предприятие «Центр перспективных технологий» реорганизовано в ООО Научно-производственное предприятие «Центр перспективных технологий», в котором функционирует и по сей день. Генеральный директор компании — Яминский Игорь Владимирович (доктор физико-математических наук, профессор МГУ имени М. В. Ломоносова).

## Продукция

### ФемтоСкан
ФемтоСкан — многофункциональный сканирующий зондовый микроскоп с полным управлением через Интернет. В микроскопе реализовано более 50 режимов измерения, в том числе контактная, резонансная, бесконтактная атомно-силовая микроскопия, сканирующая туннельная микроскопия, магнитно-силовая микроскопия и др. Возможность проведения измерений на воздухе и в жидкости, а также регулируемый нагрев образца позволяет проводить исследования различных по своей природе объектов. Управление микроскопом полностью осуществляется через Интернет, что позволяет проводить удалённые сеансы сканирования и реализовать студенческие практикумы по зондовой микроскопии.

### ФемтоСкан Крио
ФемтоСкан Крио — многофункциональный сканирующий зондовый микроскоп.
Предназначен для наблюдения морфологии поверхности и локальных свойств образцов с субнанометровым пространственным разрешением. Позволяет проводить исследования в интервале температур 7 К- 350 К.

### ФемтоСкан Омега
В сканирующем зондовом микроскопе ФемтоСкан Омега регистрирующим элементом является высокодобротный кварцевый камертон с закреплённым на нём зондом. Кварцевая вилка позволяет реализовать резонансный метод сканирования, который широко используется в СЗМ, с добротностью в сотни раз большей, чем у обычного кантилевера. Позволяет добиться высокого пространственного разрешения, а также устранить градиент температуры между зондом и образцом.

### ФемтоСкан Инлайт
ФемтоСкан Инлайт — интерференционный микроскоп, предназначенный для точного измерения топографии отражающих объектов, наблюдения плоскостности динамически изменяющейся поверхности (например, грани растущего кристалла), измерения толщины плёнок (высоты выступов, образованных краями плёнки и подложки). Принцип действия основан на интерференции лучей отражённых от поверхности исследуемого образца с опорным световым потоком одинаковой интенсивности. Микроскоп позволяет исследовать образцы на воздухе и в жидких средах.

### Программное обеспечение «ФемтоСкан Онлайн»
ФемтоСкан Онлайн — программное обеспечение для обработки и анализа данных зондовой микроскопии. Программа позволяет управлять сканирующим зондовым микроскопом через Интернет, обеспечивает одновременное подключение к микроскопу нескольких пользователей, имеет возможность передачи функции управления микроскопом произвольному пользователю, а также предоставляет возможность самостоятельной обработки данных каждым пользователем.

## Научная работа
«Центр перспективных технологий» со времени своего основания работает в тесном сотрудничестве с Московским государственным университетом имени М. В. Ломоносова. Большинство сотрудников предприятия — студенты, аспиранты и выпускники этого ВУЗа. Научная деятельность предприятия представлена широким спектром ежегодных публикаций, участием в российских и международных конференциях . Научные проекты поддержаны грантами РФФИ, ФСР МП НТС, РосНауки, ИНТАС, Международного научного фонда. Разработки компании активно применяются в ведущих ВУЗах и НИИ России, США, Англии, Германии, Франции, Италии, Японии, Южной Кореи, Финляндии и Словакии.
Продукция предприятия используется для научных разработок и в профильных программах некоторых ВУЗов. 

## Полезные ссылки
- Архив статей по зондовой микроскопии
- Галерея изображений сканирующей зондовой микроскопии